# 瑪麗-安東妮·卡托托
瑪麗-安東妮·奧達·卡托托（法語：Marie-Antoinette Oda Katoto，1998年11月1日—）是剛果民主共和國裔法國職業女子足球運動員，司職前鋒，現效力法國甲組女子足球聯賽球隊里昂和法國國家女子足球隊。
卡托托出身於巴黎聖日耳曼青訓學院，她在2022年2月成為該俱樂部隊史進球數最高的球員。卡托托在2018年至2022年其中的3個賽季共獲得3次法甲賽季金靴獎，她在單個賽季的最高進球紀錄為22顆進球（2018–2019年）。2022年5月，她榮獲職業足球運動員全國聯盟頒發的年度最佳女子球員。

## 個人生活
瑪麗-安東妮·卡托托出生於法蘭西島大區上塞納省的市鎮科隆布，她的父母皆來自中非國家剛果民主共和國。

## 外部連結
- 瑪麗-安東妮·卡托托－UEFA國際賽競賽紀錄
- 上的瑪麗-安東妮·卡托托（法語）
- Soccerway資料庫：瑪麗-安東妮·卡托托
- 瑪麗-安東妮·卡托托在巴黎聖日耳曼女子足球俱樂部
- 瑪麗-安東妮·卡托托 （页面存档备份，存于）在歐洲足協女子國家聯賽
- 瑪麗-安東妮·卡托托的Instagram帳戶
- 瑪麗-安東妮·卡托托的X（前Twitter）